# Лепікаш Іларіон Автономович
Іларіон Автономович Лепікаш (3 листопада 1904 — 3 вересня 1937) — український геолог, автор праць із загальної та четвертинної геології, ґрунтознавства, геоморфології, геологічної зйомки, мінералогії, стратиграфії та палеонтології, корисних копалин, археології.

## Життєпис
Народився 3 листопада 1904 року у селі Велика Бубнівка Проскурівського повіту Подільської губернії, нині Бубнівка Волочиського району Хмельницької області.
У 1925 році закінчив Кам'янець-Подільський сільськогосподарський інститут, де був залишений в аспірантурі на кафедрі геології, мінералогії та ґрунтоутворення. Кандидат геологічних наук (1936). Готував докторську дисертацію про геологію Нікопольського марганцевого басейну.
З 1931 року очолював Комісію з вивчення четвертинного періоду ВУАН і був відповідальним редактором її друкованого органу — журналу «Четвертинний період»;
У 1932—1937 рр. — працював завідувачем відділу кори вивітрювання та заступник директора з наукової роботи Інституту геології АН УРСР.
У 1933—1934 рр. — в. о. директора Інституту геології УРСР.
9 червня 1937 разом з М. Світальським був заарештований.
2 вересня 1937 року Військовою колегією Верховного суду СРСР за ст. 54-6 КК УРСР 1927-60рр. (шпигунство); ст. 54-7 КК УРСР 1927-60рр. (економічна контрреволюція); ст. 54-8 КК УРСР 1927-60рр. (терористичний акт); ст. 54-11 КК УРСР 1927-60рр. (підготування до контрреволюційних злочинів) засуджений до розстрілу. 
3 вересня 1937 року розстріляний в Києві.
Реабілітований у 1956 році.

## Автор наукових праць
- До фізичної природи грунтоутворення порід Кам’янецької округи // Зап. с.-г. ін-ту в Кам’янці на Поділлі. 1928. Т. 5;
- К минералогии лессовых образований Украины // Тр. Комиссии по изучению четвертич. периода. 1934. Т. 4, вып. 1;
- Замітка про геологічні умови знахідки давнього палеоліту в околицях с. Старий Кодак на Дніпропетровщині // Четвертин. період. 1935. Вип. 10;
- Попередні наслідки робіт Нікопольської партії Інституту геології УАН у 1934 // ГЖ. 1935. Т. 1, вип. 3–4; Онкофоровые слои в Приднепровье // Докл. АН СССР. 1936. Т. 3, № 8;
- Никопольский марганцевый район // Междунар. 17-й Геол. конгресс. Южная экскурсия. Украинская ССР. Москва; Ленинград, 1937.

## Сім'я
- Батько — Лепікаш Автоном Андрійович (1857)[3]
- мати — Лепікаш Єфросинія Йосипівна (1862)
- Дружина — Левицька Лідія Олександрівна (1903), засуджена у 1937 до 5-ти років позбавлення волі та 10-ти років «вільного найму» (відбувала покарання у Томському і Магаданському таборах, РФ).
- Брати — Василь Лепікаш,  Григорій Лепікаш (Лисюк Каленик), Іван Лепікаш, Мойсей Лепікаш, Петро Лепікаш,

сестри - Юстина Лепікаш, Анастасія Лепікаш, Меланія Лепікаш